# Ер'я (Естонія)
Е́р'я (ест. Erja küla) — село в Естонії, у волості Рідала повіту Ляенемаа.

## Населення
Чисельність населення на 31 грудня 2011 року становила 7 осіб.

## Географія
Поблизу села проходить автошлях 103 (Рідала — Ніґула).
На захід від села тече струмок Винну (Võnnu oja).

## Історія
З 1998 року село відновлено як окремий населений пункт.